# Список персонажей сериала «Два с половиной человека»

Американский ситком «Два с половиной человека», созданный Чаком Лорри и Ли Аронсоном, премьера которого состоялась 22 сентября 2003 года на канале CBS, изначально концентрируется на семи персонажах: братья Чарли и Алан Харперы, Джейк (недалёкий сын Алана и его первой бывшей женой), Джудит Харпер-Мельник (бывшая жена Алана и Херба, мать Джейка и Милли), Роуз (одна из любовниц Чарли на одну ночь, которая постоянно преследует его), Эвелин Харпер (мать Чарли и Алана, бабушка Джейка, состоятельная, пять раз вдова, бисексуал) и Берта (острая на язык домработница Чарли). В девятом сезоне, после того как Чарли погибает под колёсами поезда, в шоу появляется новый главный герой Уолден Шмидт. Уолден становится новым владельцем дома на пляже, он недавно развёлся и является молодым миллиардером. В одиннадцатом сезоне Джейк уезжает в Японию и оставляет сериал без «полчеловека», его заменяет давно потерянная дочь Чарли, которая так же въезжает в домик на пляже.
Со временем, несколько второстепенных персонажей становятся главными: домработница Чарли (а позже Уолдена) Берта (в 1-м сезоне появляется периодически, со 2-го сезона — регулярно); Кэнди (в 3-м сезоне появляется периодически, в 4-м — регулярно, а также в роли приглашённой звезды в 10-м и 12-м) — одна из любовниц Чарли, а позже вторая бывшая жена Алана; Челси (в 6-м сезоне появляется периодически, в 7-м — регулярно, в 9-м — в качестве приглашённой звезды) — вторая возлюбленная Чарли (после Роуз), а также его экс-невеста; Уолден Шмидт (9-12 сезоны) — интернет-миллиардер, который покупает дом Чарли после его смерти; Дженни (11-12 сезоны) — внебрачная дочь Чарли; Луис (12-й сезон) — 6-летний мальчик, которого решает усыновить Уолден. В шоу также имеются многочисленные второстепенные персонажи, каждый из которых играет важную роль в небольшом ряде эпизодов.

## Основные персонажи
| Персонаж              | Актёр/актриса    | Участие | Участие | Участие | Участие | Участие | Участие | Участие | Участие | Участие | Участие | Участие | Участие |
| Персонаж              | Актёр/актриса    | 1       | 2       | 3       | 4       | 5       | 6       | 7       | 8       | 9       | 10      | 11      | 12      |
| --------------------- | ---------------- | ------- | ------- | ------- | ------- | ------- | ------- | ------- | ------- | ------- | ------- | ------- | ------- |
| Чарли Харпер          | Чарли Шин        | ОП      | ОП      | ОП      | ОП      | ОП      | ОП      | ОП      | ОП      | ПЗ      | НУ      | НУ      | ПЗ      |
| Уолден Шмидт          | Эштон Кутчер     | НУ      | НУ      | НУ      | НУ      | НУ      | НУ      | НУ      | НУ      | ОП      | ОП      | ОП      | ОП      |
| Алан Харпер           | Джон Крайер      | ОП      | ОП      | ОП      | ОП      | ОП      | ОП      | ОП      | ОП      | ОП      | ОП      | ОП      | ОП      |
| Джейк Харпер          | Ангус Ти Джонс   | ОП      | ОП      | ОП      | ОП      | ОП      | ОП      | ОП      | ОП      | ОП      | ОП      | НУ      | ПЗ      |
| Дженни                | Эмбер Тэмблин    | НУ      | НУ      | НУ      | НУ      | НУ      | НУ      | НУ      | НУ      | НУ      | НУ      | ОП      | ОП      |
| Луис                  | Эдан Александер  | НУ      | НУ      | НУ      | НУ      | НУ      | НУ      | НУ      | НУ      | НУ      | НУ      | НУ      | ОП      |
| Берта                 | Кончата Феррелл  | ПР      | ОП      | ОП      | ОП      | ОП      | ОП      | ОП      | ОП      | ОП      | ОП      | ОП      | ОП      |
| Джудит Харпер-Мельник | Марин Хинкль     | ОП      | ОП      | ОП      | ОП      | ОП      | ОП      | ОП      | ОП      | ОП      | ОП      | ОП      | ОП      |
| Эвелин Харпер         | Холланд Тейлор   | ОП      | ОП      | ОП      | ОП      | ОП      | ОП      | ОП      | ОП      | ОП      | ОП      | ОП      | ОП      |
| Роуз                  | Мелани Лински    | ОП      | ОП      | ПР      | ПР      | ПР      | ПР      | ПЗ      | ПР      | ПР      | ПР      | ПЗ      | ПР      |
| Кэнди                 | Эйприл Боулби    | НУ      | НУ      | ПР      | ОП      | НУ      | НУ      | НУ      | НУ      | НУ      | ПЗ      | НУ      | ПЗ      |
| Челси                 | Дженнифер Тейлор | НУ      | НУ      | НУ      | НУ      | НУ      | ПР      | ОП      | НУ      | ПЗ      | НУ      | НУ      | ПЗ      |

Ссылка
1. ↑  Кэти Бейтс появилась в одном эпизоде в 9-м сезоне как Чарли Харпер, также в титрах не указан актёр который играет Чарли в последнем эпизоде сериала.

- ОП — Основной персонаж;
- ПР — Повторяющаяся роль
- ПЗ — Приглашённая звезда
- НУ — Не участвовал

### Чарли Харпер
Чарльз Фрэнсис «Чарли» Харпер (Чарли Шин — 1-8 сезоны; Кэти Бейтс — 9 сезон) — основной персонаж сериала, успешный музыкант, зарабатывающий на жизнь сочинением джинглов для рекламы. Когда заказы на джинглы иссякают, неожиданно перепрофилируется в композитора детских песенок и начинает зарабатывать ещё больше. Проживает в двухэтажном доме на берегу океана в Малибу. Он ведёт распутный холостяцкий образ жизни, часто задирает и подтрунивает над своим младшим братом Аланом, которого он любит, хотя ни разу в этом не признался. Он полная противоположность Алана: везучий, смелый и богатый. Он даёт советы своему племяннику Джейку (многие из которых не подходят для его возраста). В течение сериала два раза хотел жениться — на балерине Мие и на Челси. После разрыва отношений с Челси, по-пьяни, женится на стриптизёрше-нимфоманке в Лас-Вегасе. Чарли погибает между 8 и 9 сезонами, попав под поезд, после того как сделал предложение Роуз. В то время как Алан находится в больнице, к нему приходит призрак Чарли (подразумевается, что это связано с галлюциногенной реакцией из-за лекарств) и рассказывает, что его дух в аду и вынужден вечно жить в теле женщины (Кэти Бейтс) в качестве наказания за распутство при жизни. Прежде чем вернуться к загробной жизни, Чарли пытается раскрыть себя Джейку, но терпит неудачу. В финале сериала выясняется, что Чарли не умер, а был в плену у Роуз, сидя в яме в её подвале в Шерман-Оукс. Он сбегает, забирает свой авторский гонорар за детские песни в размере 2,5 миллионов долларов и посылает Алану, Эвелин и Уолдену (о котором ему рассказала Роуз) смс и электронные письма с угрозой отомстить им, в то же время он отправляет чеки на большие суммы своим бывшим подругам, Дженни и Джейку. Однако, когда он собирается войти в свой пляжный дом, на него падает рояль, который перевозят на вертолёте и на этом заканчивается сериал.

### Алан Харпер
Доктор Алан Джером Харпер (Джон Крайер — 1-12 сезоны) — младший брат Чарли, который постоянно терпит неудачи, и подвергается шуткам и издевательствам со стороны Чарли, Берты и Джудит. У него есть сын Джейк от бывшей жены Джудит, и, возможно, Алан является биологическим отцом её второго ребёнка, дочки по имени Милли Мельник. После развода его дом достаётся Джудит, а он переезжает к Чарли. Он, как правило, добрый и терпеливый человек, но страдает влечением к женщинам, которые относятся к нему плохо, что может быть связано с отсутствием заботы со стороны матери. В ходе сериала выясняется, что он его привлекает секс во время беременности, а также он страдает фут-фетишизмом. В финале 3 сезона, Алан женится на 22-летний дурочке по имени Кэнди, одной из бывших подруг Чарли. После того как Чарли отменил свою свадьбу с Мией, Алан и Кэнди женились вместо них. В начале 4 сезона, через четыре месяца после вступления в брак, Кэнди выгоняет его из своей квартиры и разводится с ним, что приводит его к уплате алиментов двум бывшим жёнам.
В 6 сезоне Алан начинает свои первые серьёзные отношения с момента своего второго развода. Он начинает встречаться со своей секретаршей Мелиссой. Отношения становятся серьёзным, когда он переезжает к Мелиссе и её матери, но их счастье длится до тех пор, пока мать Мелиссы не соблазняет Алана. Мелисса застаёт их, но Алан слишком возбуждён, чтобы объяснить, что произошло и Мелисса выгоняет его. В финале 6 сезона, в то время как Джудит рожает дочь, возможно от Алана, он и Мелисса занимаются сексом в туалете и, в конечном счёте, снова сходятся. В 7 сезоне Мелисса хочет переехать в дом на пляже, где уже живут Алан, Чарли и Челси. Сначала Алан счастлив жить с ней, но, в конце концов, Мелисса и Челси начинают делить дом, в результате чего Алан и Чарли селятся в гостинице. Они звонят Эвелин, чтобы всё исправить, в результате чего девушки дерутся и Мелисса съезжает. Алан и Мелисса теперь вынуждены заниматься сексом в машине, так как Мелисса не хочет, что бы Алан видел её мать в её доме, а сама Мелисса не хочет видеть Челси в доме Алана. Мелисса говорит Алану, что хочет иметь свой собственный дом, так он крадёт ключи от дома, который продаёт Эвелин, говоря, что это его дом. Когда их застают в чужом доме, они убегают через окно, но полицейские ловят Алана в одних трусах, и когда он пытается объяснить, что произошло, он обращается к Мелиссе и видит, что она ушла.
К концу 7 сезона Алан начинает встречаться с Линдси МакЭлрой, матерью Элдриджа, друга Джейка и соседкой Джудит. В итоги их отношения становятся серьёзными и Алан переезжает к Линдси. После переезда Алан идёт в алкомаркет, где встречает свою бывшую девушку Мелиссу. Между ними начинается роман, но он продолжается недолго, и Алан решает уйти от Мелиссы и продолжить свои отношения с Линдси. В доме Линдси Алан курит трубку, что она находит сексуальным. Линдси уводит его наверх, что бы заняться сексом, но трубка, которую курил Алан, оказывается не потушенной, в результате чего сгорает дом. Линдси злится на Алана в большинстве следующих эпизодов, но когда она, наконец, прощает его, возвращается её бывший муж Крис и они снова сходятся, оставляя Алана снова в одиночестве. Несколько эпизодов позже, Линдси расстаётся с Крисом, когда понимает, что она потеряла чувства к нему и возвращается к Алану.
Алан остаётся жить в доме, после того как Уолден временно позволяет ему остаться, но когда Алан с помощью Бриджит, спасает его от Кортни (Дженни МакКарти), роковой женщины, у которой ранее были отношения с Чарли, и которая хотела получить деньги Уолдена, он настаивает, что бы Алан остался с ним навсегда. После этого Алан и Уолден стали лучшими друзьями. Эта дружба, в конце концов, принесла Алану должность члена правления компании Уолдена и появление его имени в документах на дом на пляже. Уолден также переименовал свою компанию в «Уолден любит Алана Энтерпрайз» в честь своего лучшего друга. В 9 сезоне Крайер является единственным актёром шоу, который появлялся в каждом эпизоде сериала. Алан продолжает роман с Линдси в течение 9 сезона, пока она не рвёт с ним снова, после того как узнаёт обо всей его лжи.
Уолден начинает встречаться с Зоуи, которая видит насквозь Алана и понимает, что он пользуется Уолденом. Они идут на свидание и с неохотой берут с собой Алана. В ресторане он видит свою бывшую подругу Линдси. В конце эпизода они мирятся и снова начинают встречаться. Алан говорит Джейку, что они не собираются жениться.
В 9 сезоне Уолден начинает уставать от жизни с Аланом и становится всё более раздражительным. Алан продолжает вытягивать из него деньги, а Уолден постоянно спрашивает, когда он съедет. Алан и Линдси продолжают свои отношения, но Линдси начинает фантазировать о других людях, находясь с Аланом. Линдси просит его об обязательствах, но Алан отказывается, в результате чего они снова расстаются. В ту ночь Алан идёт в дом к Линдси и делает ей предложение. Он говорит, что, как только у него будет достаточно денег, он купит ей кольцо.
Вскоре после того как Алан обручился, он получает письмо от своей второй бывшей жены Кэнди, которая находится в городе и хочет попить с ним кофе. Кэнди пытается вернуть Алана обратно, но он отказывается из-за его отношений с Линдси. К концу 10 сезона Линдси расстаётся с Аланом, когда она чувствует, что в их отношениях нет искры.
В последнем эпизоде Алан пытается взять 2,5 млн долларов из авторских отчислений Чарли и в итоге убегает, спасаясь от очень злого беглеца из подземелья (Чарли). В конце он, как всегда, вернулся жить в дом на пляже, так как Линдси не вышла за него замуж.
До «Два с половиной человека», Крайер и Шин играли вместе в комедии 1991 года «Горячие головы!». Крайер также выиграл премию Эмми в 2009 году как лучший актёр второго плана в комедийном сериале.

### Джейк Харпер
Джейкоб Дэвид «Джейк» Харпер (Ангус Ти Джонс — 1-10 и 12 сезоны) — сын Алана и Джудит. Он проводит большую часть своего свободного времени, играя в видеоигры и на гитаре, кушая, смотря телевизор, спя и накуриваясь с его лучшим другом Элдриджем. Он также является отличным игроком в покер и довольно хорошим поваром, но очень необразован и упрям, что в сочетании с его чрезмерным метеоризмом, является частыми темами шуток о нём. Несмотря на кажущееся отсутствие интеллекта, он иногда очень наблюдательный. Он добрый, простодушный и явно любит своего отца и дядю, но часто агрессивен к ним. Он обвиняет отца в разводе в течение многих лет, из-за чего часто выказывает ему своё неуважение, это происходит до того времени пока он не понимает, что в разводе больше виновата мать. Индивидуальность и мироощущение Джейка меняются в течение сериала, он постепенно превращается из очаровательного маленького мальчика в первом сезоне в язвительного подростка в последующих. После смерти Чарли, Джейк сначала не показывает никаких эмоций, но позже выясняется, что, как и Алан, он очень скучает по нему и по-прежнему скорбит о его смерти. Он говорит отцу, что самое главное чему его научил дядя, это то, что, когда он вырастет, он хочет жениться и завести семью, потому что Чарли казался ему очень одиноким. Несмотря на свой юный возраст, он уже имел секс с взрослыми женщинами (о чём свидетельствует 9 и 10 сезоны). Джейк и Элдридж решили пойти в армию после окончания средней школы. У Джейка завязывается дружба с Уолденом, который покупает дом на пляже, и оказывает важное влияние на его жизнь, что выливается в то, что Джейк говорит Уолдену, что он назвал бы своего ребёнка Уолден Харпер. В конце 10 сезона он объявляет семье, что его отправляют на службу в Японию на год. Прежде чем он улетел, у них с отцом состоялась совместная поездка (хотя изначально он хотел совершить её с Уолденом).
Хотя он часто упоминается, Джейк отсутствует на протяжении всего 11 сезона, и также фигурирует (через архивные материалы) в монтаже в пятом эпизоде 12 сезона.
Ангус Ти Джонс последний раз появляется в своей роли во второй половине финальной серии шоу. Джейк встречается с Аланом и Уолденом, сообщая им, что он больше не служит в армии и женился на японской танцовщице, став отчимом двух её детей. Он также упоминает, что Чарли послал ему чек на 250 тыс. долларов вместе с запиской, в которой говорится просто «Я жив». Узнав, что Чарли на свободе и хочет убить Алана и Уолдена, испуганный Джейк прощается с ними и Бертой, и сразу же уходит из дома на пляж в последний раз. Его появление и уход сопровождаются долгими аплодисментами студии.
В заставке к сериалу в 1-8 сезонах и первых двух эпизодах 9-го за Джонса поёт Элизабет Дэйли.

### Уолден Шмидт
Уолден Шмидт (Эштон Кутчер — 9-12 сезоны) — миллиардер интернет-предприниматель, который недавно развёлся и пытался совершить самоубийство, когда Алан впервые встретился с ним. Когда Чарли умирает, дом достаётся Алану, он выставляет его на продажу, потому что не в состоянии произвести оплату по трём ипотечным кредитам. Приглашённые звезды Джон Стэймос, Дженна Эльфман и Томас Гибсон смотрят дом, но не покупают его. В то время как Алан говорит с пеплом Чарли, Уолден появляется из ниоткуда на задней террасе, пугая Алан и заставляя его уронить урну с пеплом на пол в гостиной. Оказавшись внутри, Уолден рассказывает, что он пытался утопиться в океане из-за недавнего развода с женой Бриджит. Они идут в бар, где он рассказывает, что заработал свои 1,3 млрд долларов, продав свой сайт Microsoft. После того как он знакомится с двумя девушками и проводит с ними ночь в доме на пляже, он решает купить его.
Его жена описывает его как эмоционально незрелого, что расстраивает его. С помощью Алана, он возвращается в свой особняк, в надежде примириться с женой. В итоге он получает поражение электрическим током, пытаясь перелезть через ворота особняка. Уолден получает второй шанс, когда Бриджит решает, что она была слишком сурова к нему и что он заслуживает шанса доказать, что он уже не такой ребёнок, как был раньше. Но этот шанс быстро ускользает от него, когда он начинает перебрасываться едой с маленькой девочкой в кафе. Уолден, в конечном итоге, приглашает Алан и Джейка жить с ним в доме, в котором они прожили в течение 8 лет, потому что он хочет, что бы вокруг был кто-то кому он может доверять. Он ходит по дому голым и часто босиком, ездит на Fisker Karma и просит Эвелин реконструировать дом под использование солнечной энергии и энергии ветра.
Уолден начинает встречаться с британкой Зоуи, которую он встретил в супермаркете. Позже Бриджит хочет вернуть Уолдена назад, но он отказывает ей, предпочтя Зоуи. Бриджит следит за ним и встречает Роуз, которая говорит, что она может помочь заставить Уолдена страдать. Бриджит неохотно идёт с ней. Уолден отращивает бороду и длинные сальные волосы, но когда он начинает серьёзные отношения с Зоуи, он стрижётся и сбривает бороду. Уолден повзрослел, проводя много времени с Аланом и после знакомства с Зоуи. Хотя он по-прежнему считает Алана своим лучшим другом, он, в конце концов, понимает, что Алан является халявщиком. В 10 сезоне Уолден делает предложение Зоуи, но она отказывается и оставляет его ради другого мужчины. Он начинает встречаться с бывшей сталкершей Чарли Роуз, но Зоуи пытается помириться с Уолденом, говоря ему, что она совершила ошибку. Когда Уолден сообщает Роуз, что они должны расстаться она говорит, что она в порядке, но после ухода, посылает двух хорьков, чтобы они напали на Уолдене. Роуз приходит к Зоуи и лжёт ей, что беременна от Уолдена. Зоуи расстаётся с Уолденом ещё раз, не дав ему объясниться.
Позже в этом же сезоне, Уолден берёт псевдоним Сэм Уилсон и изображает из себя обычного среднестатистического парня, надеясь, что сможет найти кого-то, кто полюбит его не из-за денег. Уолден знакомится с Кейт и говорит ей, что он живёт с миллиардером Аланом Харпером. Она предлагает ему стать её соседом по квартире и, в конечном счёте, они начинают встречаться. Уолден хочет помочь Кейт запустить линию одежды, которую она разрабатывает, но боится признаться, что он богат. Он переводит 100 тыс. долларов на банковский счёт Алана, чтобы он мог вложиться в Кейт. План оказывается удачным, и она переезжает в Нью-Йорк. Уолден решает признаться ей кто он на самом деле и летит Нью-Йорк, встречает Кейт и говорит ей правду. Кейт расстаётся с Уолденом, но прощает его, когда понимает, что он помог воплотить её мечту стать модельером. Кейт остаётся в Нью-Йорке, а Уолден возвращается домой. В День святого Валентина они встречаются и спят вместе. Когда они понимают, что не могут снова быть вместе из-за противоречивых графиков, они решают, что оба могут встречаться с другими людьми.
Уолден и Алан женятся, что бы Уолден мог усыновить ребёнка и не жить в одиночестве. После усыновления они разводятся. После паники из-за угроз Чарли Харпера, Уолден и Алан продолжают жить вместе в доме на пляже.

### Дженни
Дженни (Эмбер Тэмблин — 11-12 сезоны) — давно потерянная, внебрачная дочь Чарли Харпера, начинающая актриса и открытая лесбиянка. Дженни впервые появляется в первом эпизоде 11 сезона, в котором она приезжает в Малибу в надежде воссоединиться с отцом. Уолден и Алан приглашают её поселиться у них, когда она рассказывает, что ей некуда идти. Хотя у неё много черт личности Чарли (в частности, его сарказм, алкоголизм и распущенность), Дженни намного приятнее и приземлённей, чем был он. За время пребывания в доме на пляже у неё сформировались хорошие отношения с её новыми родственниками, а также с Бертой, Уолденом и его другом Барри. Дженни никогда не виделась с Джейком, но она знает, что он существует, и хотела бы встретиться с ним. Когда она в первый раз встречает Барри, она принимает его за Джейка. Она с удовольствием обнимает его, но тут же испытывает отвращение, когда узнаёт правду. В конечном счёте, Дженни начинает испытывать симпатию к Барри и они становятся лучшими друзьями. Хотя очевидно, что Уолден тянется к ней, он считает, что она не имеет никаких побуждений или амбиций. Опасаясь, что она может превратиться в «другого Алана», он старается быть образцом подражания для неё. Дженни считается Уолдена хорошим отцом, которого у неё никогда не было. Она уехала из Нью-Йорка для того, чтобы найти своего отца в Малибу, потому что у неё плохие отношения с матерью и единственной причиной, почему она стала актрисой, было сделать на зло матери, которая хотела, чтобы она стала доктором.
В начале 12 сезона Дженни добровольно выезжает из дома на пляже, когда Уолден и Алан начинают подготовку к усыновлению ребёнка. После этого Дженни не появляется в сериале и о ней даже не упоминают, вплоть до финальной серии шоу, в которой она рассказывает, что не только переехала в свою квартиру, а также получила чек с большой суммой и извинения от Чарли.

### Луис
Луис (Эдан Александер — 11-12 сезоны) — ребёнок, которого усыновили Уолден и Алан. Луис и Алан почти мгновенно привязываются друг к другу, в то время как, аналогичный процесс с Уолденом идёт дольше, но, в конце концов, они находят общий язык и у них формируются крепкие отношения отца и сына. Он также питает симпатию к Берте и Эвелин. Любимая еда Луиса крекеры «Cheez-Its», каша и блинчики. Примечательно что, Луис является единственным главным героем, который отсутствует в финальной серии шоу, и его отсутствие никак не объясняется.

### Берта
Берта (Кончата Феррелл — 1-12 сезоны) — домохозяйка Чарли и Уолдена. Хотя манеры языкастой и саркастической экономки вряд ли можно назвать приемлемыми, Алан и Чарли относятся к ней с большим уважением, отчасти из страха, и совершенно ясно, что семья не может нормально функционировать без неё. Когда Алан (в целом аккуратный человек) переехал в дом на пляже, она ушла и Чарли был настолько расстроен, что Алану пришлось лично просить её вернуться. Её любимая фраза, после того как в доме происходят мини-катастрофы, «Я не буду это убирать». С приходом в шоу Кутчера её роль в сериале стала более значимой. В 11-м сезоне она впервые появилась в каждом эпизоде.
У Берты есть сестра Дейзи (Кэмрин Мангейм), с которым она не ладит. У неё также есть три дочери и несколько внучек, которых она иногда берёт с собой на работу. Ярким примером этого является случай, когда она привела в дом на пляже свою внучку-подростка Прюденс (что переводится как «Благоразумие»), которую играет Меган Фокс. У Берты два бывших мужей, её первый брак длился 15 лет, а второй брак был пьяной выходкой в Лас-Вегасе. Она развелась со своим вторым мужем в Рино и часто называет этот брак «один адский уикенд». Она работала парикмахером в тюрьме. Она периодически употребляет наркотики и лекарственные препараты. Берта была поклонницей группы «Grateful Dead», и подразумевается, что она имела лесбийский опыт в то время. Чарли до своей смерти несколько раз намекал, что он изменил завещание и что она унаследует дом на пляже вместо Алана, что оказалось не правдой.
Берта часто называет Алана «Зиппи». Она и Алан изображаются, как единственные люди опечаленные в связи со смертью Чарли. Она считала его лучшим боссом, у которого ей когда-либо приходилось работать. После того, как Уолден покупает дом, он просит её остаться там в качестве проживающей экономки. Она соглашается, но главным образом, из-за его чрезвычайной притягательности и часто делают осторожные попытки к близости с ним. Это проживание оказывается не долгим, когда она узнает, что Алан возвращается обратно. Берта никогда не думала, что смогла бы работать для кого-то кроме Чарли, но признаётся Уолдену, что он лучший босс, у которого ей когда-либо приходилось работать, что делает Чарли вторым лучшим. Берта очень редко показывает какие-либо признаки влечения к Уолдену после 9-го сезона. Несмотря на её изначальное неудовольствие по поводу переезда Джейка в дом на пляже, когда там селится Луис, она гораздо более приветлива и дружелюбна к нему.
В 2014 году Кончата Феррелл в интервью рассказала, что Берта была первоначально задумана как этническое меньшинство, но создателям сериала понравилось как Феррелл исполнила роль. Она также сказала, что Берта должна была появиться только во 2-м эпизоде 1-го сезона и уволиться из-за переезда Алана и Джейка, но создатели сериала расширили её роль и, в конечном итоге, сделали её одним из главных участников шоу. В заключительном эпизоде Берта получает большой чек от Чарли и увольняется.

### Эвелин Харпер
Эвелин Харпер (Холланд Тейлор) — мать Чарли и Алана, бабушка Джейка и Дженни. В 1-м сезоне говорится, что ей 58 лет. Она выражает поверхностную любовь к своим сыновьям и внуку, а они в большинстве случаев пытаются всячески избежать взаимодействия с ней. Её бурная половая жизнь — повторяющийся гэг на протяжении всего сериала. Эвелин имела сексуальную связь с несколькими родителями любовников и друзей своих сыновей, в том числе с отцом Роуз, матерью Глории, с её предполагаемым и возможным биологическим отцами, матерью Уолдена (с которой дочь Чарли, Дженни, уже имела секс) и матерью Линдси. Она также переспала с бывшей подругой Чарли Джилл, которая стала Биллом, и с Уолденом. Эвелин вдовела пять раз, её пятый брак является самым коротким, так как жених умер через час после того, как они произнесли свои клятвы.
Семья часто относится к ней, как к «дьяволу», а у Чарли в телефоне её номер записан на быстром наборе под числом «666». Однажды она появилась в дверях в чёрном плаще с очертанием похожим на косу. Когда Алан спросил, кто это был, Чарли ответил: «Это смерть», на что Алан ответил: «Привет, мама!». Эвелин состоятельная, у неё роскошный дом, она работает агентом по недвижимости. Когда Чарли умер, как ни удивительно, она была убита горем. На его похоронах, однако, она постоянно упоминает о своём намерении продать дом, в то время как Алан произносит траурную речь. Её отношения с Аланом немного улучшились после смерти Чарли, как она признала, он не только её второй родившийся сын, теперь он единственный сын. Когда Алан чуть не умер от сердечного приступа, она опасается за его жизнь, поскольку она не хочет потерять ещё одного ребёнка, ведь её «хороший сын» уже умер.
Через два года после смерти Чарли, она наконец-то встречает свою давно потерянную внучку Дженни. Удивительно, но Эвелин обнимает её и полностью отрекается от Джейка. В 11-м сезоне она выходит замуж в шестой раз, на этот раз за Марти Пеппера, который намного её старше.
Она редко появлялась в течение 9-го сезона, но сыграла заметную роль в нескольких последних эпизодах этого сезона. Несмотря на то, что она всё ещё считалась одним из главных героев сериала, в 10-м сезоне Эвелин появилась только один раз. В последнем сезоне она появляется на свадьбе Алана и Уолдена и в последнем эпизоде, когда Алану нужно свидетельство о смерти Чарли, а она получает угрожающее сообщение от Чарли.

### Джудит Харпер-Мельник
Джудит Харпер-Мельник (Марин Хинкль) — мстительная и эгоцентричная первая бывшая жена Алана, которая постоянно его обманывает и использует в своих интересах. Создаётся впечатление, что она презирает Алана и использует любой шанс, чтобы унизить его. Она была первой женщиной, с которой переспал Алан, но их брак не задался: по её словам, единственный раз, когда она была сексуально счастлива — это беременность Джейком. В пилотной серии она солгала ему, что лесбиянка, как предлог для прекращения брака, хотя в последующих эпизодах он встречает её с несколькими мужчин. Она не делает секрета из того, что роскошно живёт на алименты Алана, при этом нигде не работая. Её брак с доктором Хербертом «Хербом» Мельником, педиатром Джейка, принёс радость Алану, потому что это означало, что он больше не должен платить алименты.
В 6-м сезоне она выгнала Херба из дома и ненадолго воссоединилась с Аланом, прежде чем помириться с Хербом, а позже выяснилось, что она беременна дочерью, которую она назвала Милли. Алан надеялся, что он её отец, но Джудит сказала, что убьёт его, если он расскажет, что они переспали. После того, как она родила в финале 6-го сезона, происхождение ребёнка остаётся неопределённым. Джейк и Берта говорят, что Милли не похожа на Джудит или Херба, зато выглядит как девичья версия Алана, подразумевая, что он является её вероятным биологическим отцом.
В 7-м и 9-м сезонах Джудит очень редко появляется в сериале, но, при этом, была показана почти в каждом эпизоде в 8-го сезона. В отличие от её отношений с Чарли, Джудит отлично ладит с Уолденом, в основном из-за её первоначального интереса к нему. Она не появлялась в сериале с финала 9-го сезона вплоть до конца 10-го сезона, лишь кратко упоминаясь на протяжении большей части сезона. В эпизоде «Беги, Стивен Стейвен! Беги!» отсутствие Джудит наконец-то объясняется, когда Херб говорит, что Джудит съехала, после того как он изменил ей с его секретаршей. Однако, в 19-м эпизоде 10-го сезона она вновь появляется после долгого отсутствия, когда Херб начинает сходить с ума. Уолден и Алан просят её пойти в отель, в котором живёт Херб, и взять его обратно.
Она играет важную роль в 11-м эпизоде этого сезона, когда Алан появился в её доме, чтобы поговорить о старых временах и после ночи пьянства они, в конечном итоге, обручаются. Тем не менее, Джудит разрывает помолвку, когда Уолден рассказывает ей, что Алан в ту же ночь предложил обручиться и Линдси (впрочем, он не объяснил, что она не приняла предложение Алана, так как она помолвлена с Ларри). Возмущенная этим, она бьёт Алана в пах. При этом неизвестно разведена ли она официально с Хербом или нет. В заключительном эпизоде Алан рассказывает ей, что Чарли собирается убить его, и говорит, что она была его единственной истинной любовью. На что она отвечает ему, что у неё параллельный звонок и вешает трубку.

### Роуз
Роуз (Мелани Лински — 1-12 сезоны) — богатая соседка Харперов и сталкер Чарли, а после его смерти, она находит новую любовь и жертву преследования — Уолдена. Она была одной из девушек Чарли на одну ночь, которая не позволила ему забыть о себе. Роуз признаёт, что она «отрицает границы», в то время как братья Харперы относятся к ней, как к сталкеру Чарли. В пилотной серии она сказала Алану, что пробралась в комнату Чарли и приклеила его гениталии, пока тот спал. Обычно она входит и выходит из дома Чарли без приглашения, поднимаясь на террасу с пляжа, а не через парадную дверь. Роуз несколько раз была поймана Чарли и Аланом, когда она наблюдала, как они спят.
После 4-го сезона, она уехала в Лондон и появлялась в шоу только в редких случаях. Позже она возвращается в Малибу, хотя больше не живёт по соседству с Чарли. Она утверждает, что была выслана из Англии после «инцидента в Букингемском дворце». В 6-м сезоне она подружилась с невестой Чарли Челси и пошла на свидание вслепую с Аланом, после чего они стали встречаться и Роуз начала проявлять такую же ревность и собственничество по отношению к Алану, как это было с Чарли, вплоть до приклеивания гениталий. Несмотря на то, что она несколько психически не уравновешена и одержима Чарли, Роуз утверждает, что она «имеет степень бакалавра в Принстонском университете (который закончила за 2 года) и степень магистра в области поведенческой психологии Стэнфордского университета». На протяжении всего сериала Роуз применяет свои знания в области межличностных коммуникаций по отношению к различным ситуациям, которые возникают. Её семья занимается банковским и нефтяным бизнесом, что делает их, и косвенно её, чрезвычайно богатыми. Мартин Шин, который в реальной жизни является отцом Чарли Шина, появляется в шоу как отец Роуз, Харви, который становится одержимым Эвелин после одной ночи с ней. Родители матери Роуз были кузенами, на что её бабушка списывает психические проблемы Роуз и Харви. У Роуз есть пять хорьков и их всех зовут «Чарли».
Её единственное появление в 7-м сезоне происходит, когда у Чарли начинаются галлюцинацию (после приёма лекарственной марихуаны), в которых женщины из его прошлого допрашивают его, почему он плохо обращался с ними, а затем он выходит на террасу, где обнаруживает Роуз, в отличие от других женщин, она реальна. Она несколько раз появилась в 8-м сезоне, после инсценировки её свадьбы, которая дала понять Чарли, что он, вероятно, любит её. В последнем эпизоде этого сезона Чарли уезжает с ней в Париж. В 9-м сезоне Роуз рассказывает, что она и Чарли обручились в Париже. Она, возможно, причастна к смерти Чарли, так как она застукала его в парижской гостинице с другой женщиной. Она снова появляется в конце эпизода, в котором она ловит бывшую жену Уолдена Бриджит, когда та следит за ним и его новой подругой. Роуз говорит Бриджит, что может помочь ей заставить Уолдена страдать. Она также кратко появляется в эпизоде «О, смотрите! Аль-Каида!» через смонтированные архивные материалы. Она возвращается в 10-м сезоне, встречаясь с Уолденом, к большому ужасу Алана. Отношения становится серьёзными, но недолгими, до того как Уолден мирится с Зоуи. На что Роуз говорит Зоуи, что беременна от Уолдена. В итоге он остаётся без Зоуи и Роуз. Роуз продолжает следить за ним и Харперами, несмотря на смерть Чарли. Роуз возвращается в конце эпизода «Преимущество: толстый летающий малыш», где обнаруживается, что она является новым инвестором линии одежды подруги Уолдена.
В последнем эпизоде сериала выясняется, что Роуз лгала о смерти Чарли. Она держала его в заключении в подвале своего дома. Тем не менее, Чарли сбежал и, использовав лицензионные платежи от своих детских песен, разослал чеки всем людям, которых он обидел и угрожал Эвелин, Алану и Уолдену. Роуз рассказывает им правду и избегает тюремного срока за своё преступление. Персонаж был описан как социопат, хотя она имеет приятный и дружественный внешний вид.

### Кэнди
Кэнди Харпер (Эйприл Боулби — 3, 4, 10 и 12 сезоны) — вторая экс-жена Алана. Роскошная, но недалёкая подруга Чарли, пока он не порвал с ней, чтобы встречаться с Мией. Когда Алан и Кэнди встречались, Чарли имел короткие отношения с её матерью Мэнди (Гейл О’Грэйди), а Джудит некоторое время встречалась с её отцом Энди (Кевин Сорбо), на что Джейк говорит отцу, что Кэнди может быть его мачехой, сводной сестрой и сводной кузиной одновременно. Кэнди и Алан имели поверхностные отношения, основанные главным образом на сексе, но в конце концов они поженились в Лас-Вегасе, где они также выиграли полмиллиона долларов. Спустя всего четыре месяца брака и растраты почти всего их выигрыша, Кэнди выгнала Алана из их кондоминиума, потому что он не хотел заводить ещё одного ребёнка с ней. С помощью Джудит у Кэнди появляется адвокат по разводам, которого она соблазняет, и, несмотря на то что они в браке только четыре месяца, ей удаётся требовать от Алана алименты, делая его всё более бедными и зависимым от Чарли.
Кэнди вскоре предложили роль сексуального судмедэксперта в сериале наподобие «C.S.I.: Место преступления» под названием «Труп». В то же время, Алан понимает, что Джейк практически вырос, и возвращается к Кэнди, соглашаясь завести с ней ребёнка. Тем не менее, прежде чем они пытаются забеременеть, Кэнди, наконец, подписывает документы о разводе и исчезает из жизни Алана. . Кэнди не было в сериале с 5-го сезона. В 10-м сезоне Кэнди появляется как звезда телевидения и пытается вернуть Алана назад, но, несмотря на его искушение, он, в конечном счёте, отвергает её, так как находится в отношениях с Линдси МакЭлрой. После того, как папарацци приобретает отфотошоплинные фотографии Алана и Кэнди, она идёт к Линдси, чтобы объяснить ситуацию, и по неизвестным причинам всё заканчивается тем, что они переспали. В заключительном эпизоде Кэнди становится знаменитостью, окружённой фотографами. Алан, боясь гнева внезапно ожившего Чарли, звонит ей сказать, что она была любовью всей его жизни. Она является единственной из возлюбленных Алана, кого по-настоящему затронули его словами, что указывает на то, что она, возможно, была единственной женщиной, которая на самом деле любила Алана.
Боулби также появлялась в сериале ранее в роли персонажа по имени Кимбер.

### Челси Мелни
Челси Кристин Мелни (Дженнифер Тейлор — 6, 7 и 9 сезоны) -подруга Чарли на протяжении большей части 6-го сезона, к концу которого она переехала в свой дом. Изначально девушка на одну ночь, Челси, кажется, одной из немногих женщин из бесчисленных отношений Чарли, которая заставила его попытаться внести положительные изменения в разгульный образ жизни. Она стала близким другом Алана, что понравилось Чарли, потому что Алан мог сходить с ней в музей или на зарубежный фильм (что самому Чарли делать совсем не хотелось). В начале 7-го сезона Чарли, наконец, решает порвать с Мией и встречаться с Челси. По мере того как сезон прогрессирует они планируют пожениться, но Челси отложила свадьбу, после того, как её привлекает адвокат Алана, а Чарли тошнит на ребёнка. В 7-м сезоне они делают несколько попыток примириться. Челси хотела вернуться к Чарли, но попытка сорвалась из-за её лучшей подружки Гейл (Триша Хелфер), которая переспала с ним. Позже Джейк передаёт Челси ожерелье, которое Чарли купил ей на день рождения, когда она выходит на улицу, чтобы освежиться, Чарли уезжает, боясь, что она увидит его, и врезается в полицейский автомобиль. На похоронах Чарли, она говорит, что он наградил её хламидиозом. Она появляется в финальном эпизоде с чеком на большую сумму от Чарли и письмом с извинениями за то, что он снимал её, когда они встречались.

## Второстепенныe персонажи
| Персонаж                       | Актёр/актриса           | Участие | Участие | Участие | Участие | Участие | Участие | Участие | Участие | Участие | Участие | Участие | Участие |
| Персонаж                       | Актёр/актриса           | 1       | 2       | 3       | 4       | 5       | 6       | 7       | 8       | 9       | 10      | 11      | 12      |
| ------------------------------ | ----------------------- | ------- | ------- | ------- | ------- | ------- | ------- | ------- | ------- | ------- | ------- | ------- | ------- |
| Херб Мельник                   | Райан Стайлз            | НУ      | ПЗ      | НУ      | ПР      | ПЗ      | ПР      | ПР      | ПР      | ПР      | ПР      | НУ      | ПР      |
| Доктор Линда Фримен            | Джейн Линч              | ПР      | НУ      | ПР      | ПР      | ПР      | ПР      | ПР      | ПР      | ПР      | НУ      | ПЗ      | НУ      |
| Мия                            | Эммануэль Вожье         | НУ      | НУ      | ПР      | НУ      | ПЗ      | ПЗ      | ПР      | НУ      | ПЗ      | НУ      | НУ      | ПЗ      |
| Гордон                         | Джей-Ди Уолш            | ПР      | ПР      | ПР      | ПР      | НУ      | ПР      | ПР      | ПР      | НУ      | НУ      | НУ      | НУ      |
| Кортни Леопольд/Сильвия Фишмен | Дженни МакКарти         | НУ      | НУ      | НУ      | НУ      | ПР      | НУ      | НУ      | ПР      | ПР      | НУ      | НУ      | НУ      |
| Тедди Леопольд/Натан Кранк     | Роберт Вагнер           | НУ      | НУ      | НУ      | ПР      | ПР      | НУ      | НУ      | НУ      | НУ      | НУ      | НУ      | НУ      |
| Судья Линда Харрис             | Минг-На Вен             | НУ      | НУ      | НУ      | НУ      | ПР      | НУ      | НУ      | НУ      | НУ      | НУ      | НУ      | НУ      |
| Мелисса                        | Келли Стейблс           | НУ      | НУ      | НУ      | НУ      | НУ      | ПР      | ПР      | ПР      | НУ      | НУ      | НУ      | НУ      |
| Селеста                        | Тинаше Качингве         | НУ      | НУ      | НУ      | НУ      | НУ      | ПР      | ПР      | НУ      | НУ      | НУ      | НУ      | НУ      |
| Линдси МакЭлрой                | Кортни Торн-Смит        | НУ      | НУ      | НУ      | НУ      | НУ      | НУ      | ПР      | ПР      | ПР      | ПР      | ПР      | ПР      |
| Элдридж МакЭлрой               | Грэм Патрик Мартин      | НУ      | НУ      | НУ      | НУ      | НУ      | НУ      | ПР      | ПР      | ПР      | НУ      | НУ      | НУ      |
| Марти Пеппер                   | Карл Райнер             | НУ      | НУ      | НУ      | НУ      | НУ      | НУ      | ПЗ      | ПЗ      | НУ      | НУ      | ПР      | ПР      |
| Меган                          | Мэйси Кратед            | НУ      | НУ      | НУ      | НУ      | НУ      | НУ      | НУ      | ПЗ      | ПР      | НУ      | НУ      | НУ      |
| Бриджит Шмидт                  | Джуди Грир              | НУ      | НУ      | НУ      | НУ      | НУ      | НУ      | НУ      | НУ      | ПР      | ПР      | НУ      | ПЗ      |
| Зоуи Хайд-Тоттинхэм-Пирс       | Софи Уинклман           | НУ      | НУ      | НУ      | НУ      | НУ      | НУ      | НУ      | НУ      | ПР      | ПР      | НУ      | ПЗ      |
| Эйва Пирс                      | Талян Райт              | НУ      | НУ      | НУ      | НУ      | НУ      | НУ      | НУ      | НУ      | ПР      | ПР      | НУ      | НУ      |
| Робин Шмидт                    | Мими Роджерс            | НУ      | НУ      | НУ      | НУ      | НУ      | НУ      | НУ      | НУ      | ПР      | ПР      | ПЗ      | ПЗ      |
| Билли Стэнхоуп                 | Паттон Освальт          | НУ      | НУ      | НУ      | НУ      | НУ      | НУ      | НУ      | НУ      | ПР      | ПР      | НУ      | НУ      |
| Кейт                           | Брук Д’Орсей            | НУ      | НУ      | НУ      | НУ      | НУ      | НУ      | НУ      | НУ      | НУ      | ПР      | ПР      | НУ      |
| Брук                           | Элисон Мичалка          | НУ      | НУ      | НУ      | НУ      | НУ      | НУ      | НУ      | НУ      | НУ      | НУ      | ПР      | НУ      |
| Ларри Мартин                   | Ди-Би Суини             | НУ      | НУ      | НУ      | НУ      | НУ      | НУ      | НУ      | НУ      | НУ      | НУ      | ПР      | ПР      |
| Гретхен Мартин                 | Кимберли Уильямс-Пейсли | НУ      | НУ      | НУ      | НУ      | НУ      | НУ      | НУ      | НУ      | НУ      | НУ      | ПР      | НУ      |
| Барри Фостер                   | Кларк Дьюк              | НУ      | НУ      | НУ      | НУ      | НУ      | НУ      | НУ      | НУ      | НУ      | НУ      | ПР      | ПР      |

Ссылка
- ОП — Основной персонаж;
- ПР — Повторяющаяся роль
- ПЗ — Приглашённая звезда
- НУ — Не участвовал

### Херб Мельник
Доктор Херберт «Херб» Мельник (Райан Стайлз ,снимался с Чарли Шином и Джоном Краером в фильме Горячие головы 2 — 2, 4-10, 12 сезоны) — немного туповатый педиатр, второй муж Джудит и отчим Джейка, увлекающийся игрушечными поездами. Херб впервые появился во 2-м сезоне на свидании с Джудит, но, из-за несогласованности в сюжетной линии, он первоначально был упомянут как Грег Мельник. Херб не особо счастлив в браке со вспыльчивой Джудит и завидует образу жизни братьев Харпер. Он, наконец, достигает своей мечты, идя на свидание с Линдси в 12-м сезоне. Херб любит проводить время с Харперами и называется Чарли «свободный гусь с ликёром и дамами, но всё равно хороший парень». В финале 6-го сезона Джудит рожает дочь, которую они называют Милли Мельник. Тем не менее, Херб не знает, что у Джудит был короткий роман с Аланом, как раз в то время, когда была зачата Милли, и что он может быть её настоящим отцом. Ещё одна большая страсть Херба, помимо поездов, это садоводство, благодаря которому он «случайно» натыкается на Линдси каждое утро. Он особенно искусен в куннилингусе. В 10-м сезоне Херб имеет связь с его секретаршей и Джудит уходит от него, а он остаётся жить в их доме (бывшем доме Алана). Алан живёт с ним некоторое время, после того как он подрался с Уолденом, а Херб пытается оставить Алана, так как ему очень одиноко без Джудит. Он начинает выходить из-под контроля, стараясь вернуть Джудит, и Уолден с Аланом звонят ей уговаривая встретиться с ним. В итоге, они снова сходятся и Херб возвращается к нормальной жизни.
Херб ни разу не появляется в 11-м сезоне. В эпизоде «Деньги на такси и пузырёк пенициллина» подразумевается, что он и Джудит расходятся в третий раз и, возможно, даже разводятся, так как он ни разу не замечен в их с Джудит доме. Он возвращается в 12-м сезоне, когда Уолден приглашает его, Барри и Ларри на празднование по поводу усыновления им и Аланом ребёнка. Примечательно, что Херб не появляется в последнем эпизоде, и нет даже никакого упоминания о нём.

### Доктор Линда Фримен
Доктор Линда Фримен (Джейн Линч — 1, 3-9, 11 сезоны) — изначально психиатр Джейка, потом Чарли и иногда Алана, проницательная, язвительная, хороший эксперт, но голодная до денег. Часто, когда Чарли или Алан приходят к ней на приём со своей проблемой, доктор Фримен отмечает, что она является интересной для неё, «но, к сожалению, у нас закончилось время». Повторяющийся на протяжении всего сериала гэг — выставление ею чрезмерных счетов, как например, просьба к Чарли оплатить сумму за полный час (200 $) за 5 минут консультации, а в другом случае, при лечении Алана от бессонницы, она выставляет ему счёт за час после того, как он спал в течение 40 минут приёма. В одном эпизоде она предлагает Чарли консультацию с таксой в 7 $ в минуту. Во время своих сеансов с Джейком, доктор Фримен показывает довольно причудливое поведение и использует наручную куклу коровы. В 9-м сезоне к ней на сеанс приходит Уолден. Подразумевается, что она (как и актриса, играющая её) является геем, так как после того как Уолден обнимает её, она говорит: «Хм, может быть, я не гей».

### Мия
Мия (Эммануэль Вожье — 3, 5-7, 9, 12 сезоны) — преподаватель балета, в которую в течение 3-го сезона влюбляется Чарли. Она заставила его не пить, не курить, не носить рубашки для боулинга, а также не есть мяса. В итоге, он расстаётся с ней после того, как он становится сыт по горло тем, как она пытается контролировать его поведение. Позже Мия уезжает работать в Нью-Йорк. Она возвращается к концу 3-го сезона, когда её танцевальная группа приезжает в город. Мия просит у Чарли его сперму, чтобы она могла завести ребёнка. Он пытается сдать семя, но терпит неудачу, а затем предлагает ей выйти за него и она соглашается. Изначально, Алан был устроителем их свадьбы, однако после большой ссоры с родителями Мии, пара решает сбежать в Лас-Вегас. Мия хочет, что бы после свадьбы Алан и Джейк съехали из дома на пляже, но Чарли отказывается бросить свою семью и она уходит. Мия возвращается в 5-м сезоне, когда Чарли узнаёт, что она выходит замуж за другого, и он пытается вернуть её обратно, но её отец бьёт его. Она снова возвращается 6-м и 7-м сезонах после развода в надежде, что Чарли поможет ей с её начинающейся карьерой певицы, при этом выясняется, что она ужасная певица. Чарли приходится выбирать между Мией и его тогдашней подругой Челси. После долгих размышлений, Чарли выбирает Челси и бросает Мию в студии звукозаписи. Мия также кратко появляется в качестве приглашённой звезды в премьере 9-го сезона на похоронах Чарли. В заключительном эпизоде Мия получает чек на крупную сумму и письмо с извинениями от Чарли за роман с её сестрой.

### Гордон
Гордон (Джей-Ди Уолш — 1-4, 6-8 сезоны) — доставщик пиццы, который боготворит Чарли. В течение 3-го сезона у него происходят краткие отношения с Роуз, которая заставляет его одеваться как Чарли и кричит его имя во время секса. После их расставания, он исчезает из шоу, но возвращается в 6-м сезоне, снова доставляя пиццу. Он рассказывает, что стал миллионером на фондовом рынке, женился, развёлся, а потом потерял все свои деньги, что заставило его вернуться к доставке пиццы. Он часто называет Чарли гением и всегда обращается к нему "Мистер Харпер. Чарли всегда заказывает пиццу из пиццерии, где работает Гордон, независимо от расстояния: в том числе, когда жил у Челси в долине Сан-Фернандо, и когда ночевал с Аланом в сгоревшем доме Линдси в двадцати милях от пляжа.

### Кортни Леопольд/Сильвия Фишмен
Кортни Леопольд/Сильвия Фишмен (Дженни МакКарти — 5, 8, 9 сезоны) — подруга Чарли. Чарли влюбляется в «Кортни», которую он считает дочерью жениха Эвелин, даёт ей значительную сумму денег и делает предложение, прежде чем они должны стать братом и сестрой. Кроме того, она вынуждена Чарли купить у неё автомобиль, что бы её отец и Эвелин не догадались об их отношениях. Чарли убит новостью, что она на самом деле мошенница по имени Сильвия Фишмен, но у него до сих пор остаются чувства к ней. Он говорит ей, что будет ждать её из тюрьмы. Сильвия вновь появляется в 8-м сезон после освобождения из тюрьмы, и Чарли сразу же влюбляется в неё снова. Но вскоре они расстаются, когда понимают, что потеряли свои чувства друг к другу. В 9-й сезоне Сильвия начинает встречаться с Уолденом, но их отношения продолжаются не долго, после того как Алан и Бриджит убеждают его, что она является мошенницей.

### Тедди Леопольд/Натан Кранк
Тедди Леопольд/Натан Кранк (Роберт Вагнер — 4, 5 сезоны) — жених Эвелин, отец Кортни, но позже выясняется, что они просто мошенники, выдающие себя за семью. Тедди впервые появляется в финале 4-го сезона. В 5-м сезоне он и Эвелин обручились и поженились. Сразу же после свадьбы в тот же день Чарли находит в своей кровати умершего Тедди со спущенными штанами. Выясняется, что Кортни была не его дочерью, а партнёршей. Их настоящие имена Натан Кранк и Сильвия Фишмен. Тедди стал пятым покойным мужем Эвелин, хотя их брак не был доведён до конца. Его коронной фразой было «потрясающе».

### Судья Линда Харрис
Судья Линда Харрис (Минг-На Вен — 5 сезон) — главный любовный интерес Чарли в 5-м сезоне. Чарли и Линда встретились благодаря Алану и его подруге Донне. Первое свидание Чарли и Линды идёт не как планировалось, и он специально попадает под арест, чтобы увидеть Линду в суде. Она соглашается дать ему ещё один шанс. У пары начинаются серьёзные отношения, но они подвергаются опасности, когда Чарли начинает видеть лицо Роуз в каждой женщине. Чарли летит в Лондон, чтобы увидеть Роуз, но, когда он узнаёт, что она готова создать семью, сбегает из Лондона и продолжает свои отношения с Линдой. Чарли понимает, что он хорошо ладит с детьми, когда знакомится с сыном Линды, Брэндоном. Чарли делает Брэндону микстейп из детских песен, и когда бывший муж Линды слышит его, он предлагает Чарли работу в качестве исполнителя детских песен. Когда Линда получает премию «Судья года», она берёт Чарли на праздничный приём. Эвелин случайно даёт Чарли неправильную таблетку, которая вместо того, чтобы успокоить его, начинает сводить его с ума. После унижения на приёме, Линда бросает Чарли.

### Мелисса
Мелисса (Келли Стейблс — 6-8 сезоны) — секретарша Алана, у которой были короткие отношения с Чарли, прежде чем она начала встречаться с Аланом. Она разорвала их отношения после того, как застукала Алана в постели с её матерью (он находился под влиянием марихуаны). Позже они помирились и начали снова встречаться, но беднота и мелочность Алана, а также отсутствие личного жилья для них, приводит ко второму разрыву. Она вновь появляется в жизни Алана во 2-м эпизоде 8-го сезона, осложняя его отношения с Линдси. Мелисса упоминается в эпизоде «Гигантский кот, держащий крендель», когда Алан делился секретами с Линдси, говоря, что он «изменял ей с бывшей девушкой».

### Селеста
Селеста (Тинаше Качингве — 6, 7 сезоны) — бывшая девушка Джейка. Они впервые встречаются, когда она и её отец Джером становятся соседями Чарли. Сначала Джейк и Селеста встречаются тайно, опасаясь её отца, но, в конечном счете, он даёт паре своё благословение. Селеста пытается контролировать Джейка, но он, кажется, не замечает этого. Селеста проводит Рождество со своей матерью, а Чарли убеждает Джейка пофлиртовать с девушкой, которую он встретил на пляже. Селеста приезжает в дом к Чарли, чтобы вручить Джейку его рождественский подарок, но когда она видит, что он с другой, бросает его. Джейк пытается вернуть Селесту обратно в следующем эпизоде, но терпит не удачу.

### Линдси МакЭлрой
Линдси МакЭлрой (Кортни Торн-Смит — 7-12 сезоны) — подруга Алана, мать лучшего друга Джейка, Элдриджа, и дочь Джин, у которой были лесбийские отношения с Эвелин. Несколько лет назад она снялась в лёгком порнографическом фильме «Булочки с корицей». Они с сыном живут в долине Сан-Фернандо, через дорогу от Джудит, Херба, Джейка и Милли. Она развелась с мужем Крисом после того, как застукала его с их няней. Алан и Линдси начали встречаться в конце 7-го сезона, изначально держа отношения в секрете от своих сыновей. С тех пор у них было несколько разрывов и воссоединений. Алан говорит Джейку, что они только встречаются и не имеют абсолютно никакого намерения пожениться. Однако в 10-м сезоне они обручаются, но это никак не мешает Линдси заняться сексом с бывшей женой Алана Кэнди, когда та пытается примириться с ним. В конце сезона Линдси расстаётся с Аланом снова и начинает встречаться Ником. Зритель не видит Ника, хотя Алан шпионит за ними и слышит, как громко они занимаются сексом. Когда начинается 11-й сезон, то неизвестно, что случилось с Ником, но Линдси рассказывает, что она встречается с другим мужчиной, которым оказывается Ларри Мартин. Она до сих пор держит рядом Алана только для секса, говоря, что Ларри плох в постели, но она любит все другие его качества. Ларри делает ей предложение, и она соглашается, но свадьба отменяется, когда он узнаёт о её измене. Линдси возвращается в начале 12-го сезона, после 60 дней в реабилитационном центре для алкоголиков, только чтобы узнать, что Алан женился на Уолдене. Она сразу же напивается и идёт к Алану, предполагая ему отношения только с сексом. В итоге, она принимает его предложение руки и сердца, увидев огромное обручальное кольцо, которое Уолден купил Алану, чтобы тот подарил его Линдси. В заключительном эпизоде Алан звонит ей, говоря, что она должна знать, что если что-нибудь случится с ним (так как он боится гнева внезапно ожившего Чарли), она была любовью всей его жизни. Линдси говорит, что она его любит, при этом, продавая обручальное кольцо Алана в ломбарде.

### Элдридж МакЭлрой
Элдридж МакЭлрой (Грэм Патрик Мартин — 7-9 сезоны) — лучший друг Джейка, сын Линдси, которая встречается с Аланом. Элдридж играет на ударных, не отличается особым умом и постоянно попадает в переделки. Впервые он появляется в конце 7-го сезона, когда они с Джейком крадут пиво. Джейк и Элдридж изображаются как тупые недалёкие подростки, которые любят покурить травку. В то время как они лучшие друзья, отношения между их родителями постоянно меняются, но их дружба остаётся прежней, и они решают присоединиться к армии после окончания средней школы. После 9-го сезона Элдридж больше не появляется в сериале и даже не упоминается его имя.

### Марти Пеппер
Марти Пеппер (Карл Райнер — 7, 8, 11, 12 сезоны) — бывший телепродюсер, ухажёр Эвелин, который намного её старше. Впервые появляется в шоу, когда приходит с Эвелин в гости в дом на пляже. Он решает, что Алан и Чарли геи, а Джейк их приёмным сын. Он вновь появился в нескольких эпизодах 11-го сезона. Он встречает вновь обретённую внучку Эвелин, когда та переезжает из дома Уолдена к бабушке, получая всё её внимание, не оставляя им времени для секса. Сначала он предлагает Дженни, остаться в качестве сексуального партнёра, так как он никогда не пробовал секс с бабушкой и внучкой одновременно. Он так же считает Уолдена и Алана геями. Марти поручает им провести его мальчишник, но это заканчивается катастрофой, и он расстраивает помолвку, так как он не хочет быть привязанным к кому-то, но, в конце концов, он всё-таки женится на Эвелин, становясь её шестым мужем, а Уолден и Алан выступают его шаферами. Он считает Уолдена одним из сыновей Эвелин и предпочитает его Алану, как это делают большинство людей. У них с Эвелин «открытый брак», что значит, что они могут спать с другими людьми, как это делает Эвелин по крайней мере два раза после свадьбы. В своём первом эпизоде персонаж Марти немного отличается от других появлений, он говорил с лёгкой шепелявостью.

### Меган
Меган (Мэйси Кратед — 8, 9 сезоны) — учитель математики Джейка, с которой у него были недолгие отношения. Джейк влюбляется в неё в 8-м сезоне, но она не питает взаимных чувств. В 9-м сезоне Меган влюбляется в Уолдена, что заставляет Джейка ревновать. После того как она понимает, что у неё нет никаких шансов с Уолденом, Меган начинает встречаться с Джейком. Когда Алана отправляют в психиатрическую больницу, он видит кошмар, в котором сын говорит ему, что Меган беременна, но на самом деле, Джейк рассказывает, что у них ещё не было секса и он планирует сделать это вечером. Предполагается, что они расстались, после того как у Джейка был секс с женщиной старше его в серии «Только не в мой рот!».

### Бриджит Шмидт
Бриджит Шмидт (Джуди Грир — 9, 10, 12 сезоны) — бывшая жена Уолдена. Она инициировала бракоразводный процесс, потому что чувствовала, что он никогда не станет взрослым, но после развода поняла, что до сих пор любит его и хотела, чтобы он вернулся. К сожалению для неё, Уолден решил подписать документы о разводе и продолжить свои зарождающиеся отношения с Зоуи, что сильно расстраивает Бриджит и она попадает под влияние вернувшейся из Парижа Роуз. В конце 9-го сезона она начинает встречаться с деловым партнёром Уолдена, Билли, но бросает его в эпизоде «Беги Стивен, беги». Бриджит появляется в финальной серии шоу, в которой она разговаривает с Уолденом по телефону, лёжа в постели с актёром Джоном Стэймосом, который ранее появлялся в серии «Приятно познакомиться, Уолден Шмидт» (дебютный эпизод Уолдена).
В 4-м сезоне Грир появлялась в шоу в двух эпизодах в роли Майры Мельник, сестры Херба, у которой была краткая связь с Чарли, прежде чем она вернулась домой к своему жениху, существование которого стало шоком для Чарли.

### Зоуи Хайд-Тоттинхэм-Пирс
Зоуи Хайд-Тоттинхэм-Пирс (Софи Уинклман — 9, 10, 12 сезоны) — британская подруга Уолдена вплоть до 2-го эпизода 10-го сезона. Она более зрелая, нежели Уолден. Она разведена и у неё есть дочь детсадовского возраста. Зоуи работает адвокатом и испытывает небольшое презрение по отношению к Алану и французам. В эпизоде «Хорьки атакуют» она пытается помириться с Уолденом, но она узнаёт, что он съехался с Роуз, на самом же деле она перевезла свои вещи в дом на пляже без разрешения. Уолден расстаётся с Роуз ради Зоуи, но она больше не хочет быть с ним. После этого Зоуи больше не появляется в сериале. В заключительном эпизоде Уолден говорит, что Зоуи удачно вышла замуж и стала королевой Молдавии.

### Эйва Пирс
Эйва Пирс (Талян Райт — 9, 10 сезоны) — дочка Зоуи от брака с Найджелом. Хорошо воспитанный и интеллигентный ребёнок, стоит 108-й в очереди на престол. Эйва обожает Уолдена. Она приглашает его на свой день рождения в 10-м сезоне, несмотря на то, что её мать порвала с ним.

### Робин Шмидт
Робин Шмидт (Мими Роджерс — 9-12 сезоны) — мать Уолдена, занимающаяся приматологией. Робин входит в совет директоров компании сына наряду с Уолденом, Бриджит, а позже Аланом. До четырёх лет она воспитывала сына вместе с детьми горилл для изучения различий роста между людьми и обезьянами. Робин довольно богата и поддерживает хорошие отношения с обеими возлюбленными сына — Бриджит и Зоуи. Робин объединилась с Бриджит, чтобы выгнать Уолдена из совета директоров, потому что считает, что он не рентабельно использует деньги фирмы. В 11-м сезоне она появилась на мероприятии по сбору средств с Линдой Картер, и в конце эпизода подразумевается, что она имела секс втроём с Дженни и Линдой. Также известно, что у неё был секс втроём с Майклом Болтоном и Эвелин Харпер после свадьбы Уолдена.

### Билли Стэнхоуп
Билли Стэнхоуп (Паттон Освальт — 9, 10 сезоны) — деловой партнёр Уолдена и его заклятый друг. В их отношениях есть и любовь, и ненависть, и даже если они не понимают этого, они, вероятно, лучшие друзья. В 9-м сезоне, после того как они не говорили друг с другом несколько лет, Уолден и Билли снова начали работать вместе, в этот раз над проектом «Электронный кейс». Билли начинает отношения с бывшей женой Уолдена, Бриджит. В 10-м сезоне партнёры продают «Электронный кейс» за 1,2 млрд долларов. В середине этого же сезона Бриджит расстаётся с Билли, что приводит к мужской вечеринке Уолдена, Алана, Билли и Херба, на которой они пьют и жалуются друг другу на женщин. После этого он больше не появляется в шоу.

### Кейт
Кейт (Брук Д’Орсей — 10, 11 сезоны) — бывшая девушка Уолдена. Он придумывает себе новую личность — Сэм Уилсон, чтобы встретить девушку, которой не нужны его деньги. «Сэм» и Кейт встречаются в универмаге, где она работает и начинают ходить на свиданья. Кейт знакомится с Аланом, владельцем квартиры, в которой живёт «Сэм». Она предлагает Уолдену переехать к ней, и он соглашается. Они проводят вместе Рождество. Уолден через Алана инвестирует в линию одежды Кейт. Она едет в Нью-Йорк, чтобы провести показ. Уолден чувствует себя подавленным из-за отъезда Кейт, и летит с Аланом в Нью-Йорк, что бы рассказать кто он на самом деле. Она злится и бросает его, но потом понимает, что это Уолден помог ей с бизнесом и прощает его, но они всё-таки расстаются, так как Кейт остаётся в Нью-Йорке. Через три эпизода она возвращается, и они проводят вместе День святого Валентина. Они вынуждены разойтись из-за их напряжённых графиков. Позже зрители видят, что Роуз становится новым инвестором Кейт. Уолден и Алан ничего не знают о причастности Роуз к бизнесу Кейт, а она не подозревает об их связи с Роуз и об её психозе. Она возвращается в 11-м сезоне в эпизоде «Вестсайдская история», в котором приглашает Уолдена на открытие её бутика. Затем они ужинают в ресторане, в котором у них было первое свидание, договорившись не заниматься сексом после этого, но, в конечном итоге, они оказываются в постели, однако, когда они собираются заняться сексом, у них случается пищевое отравление от рыбы, которую они ели в ресторане. В следующем эпизоде Кейт отправляется на несколько дней в Сан-Франциско, а Уолден планирует сделать ей предложение, когда она вернётся. Затем он встречает женщину по имени Вивиан и влюбляется в неё. Он рассказывает об этом Кейт, когда она вернулась, и они расстаются навсегда. После этого она больше не появляется в шоу.

### Ларри Мартин
Ларри Мартин (Ди-Би Суини — 11, 12 сезоны) — бойфренд Линдси после того, как она и Алан развелись. Однако она начинает ему изменять с Аланом, потому что, по-видимому, он плох в постели. Алан думает, что они снова сойдутся, но Линдси говорит, что она любит все качества Ларри, а с ним она хочет только секса. Чтобы узнать больше о Ларри, Алан придумывает альтер эго «Джефф Силач» и, в итоге, они становятся друзьями. Ларри посещает тренажёрный зал и помогает благотворительным организациям, но он очень наивен и позже полностью проявляет характер идиота. У него есть сестра Гретхен, которого он знакомит с Джеффом. Он делает предложение Линдси тогда же, когда это хотел сделать и Алан. Она соглашается, и Ларри просит Джеффа быть его шафером, к большому огорчению Линдси, которую раздражает их тесная дружба. Он совершенно не стесняется, когда слышит как Джефф и его сестра занимаются сексом в соседней комнате. Когда Алан рассказывает Ларри, кто он на самом деле, он изо всех сил пытается понять. Когда к нему приходит осознание, Ларри отменяет свадьбу с Линдси. Он приходит на свадьбу Алана и Гретхен, давая понять, что он обвиняет Линдси не Алана. Он возвращается в 12-м сезоне в эпизоде «Тридцать восемь, шестьдесят два, тридцать восемь» и, на удивление, до сих пор остаётся хорошим другом с Аланом и Уолденом. Уолден зовёт его, Херба и Барри на празднование по поводу усыновления им с Аланом ребёнка. После этого он больше не появляется в сериале.

### Барри Фостер
Барри Фостер (Кларк Дьюк — 11, 12 сезоны) — бизнес партнёр Николь, возлюбленной Уолдена. Он взрослый человек, но, из-за его молодой внешности и низкого роста, его часто ошибочно принимают за ребёнка. После того, как Николь переехала из Малибу на работу в Google в Сан-Франциско, Барри остался без крова и работы. Он временно переезжает к Уолдену, пока тот не решает, что в его доме живёт слишком много людей, и находит ему квартиру. Барри боготворит Уолдена. В итоге, и Уолден начинает испытывать к нему симпатию и они становятся хорошими друзьями. Несмотря на то, что у него есть своя квартира, Барри, как правило, проводит большую часть своего времени в доме на пляже, тусуясь с Дженни (эти двое становятся лучшими друзьями и рассматриваются как своего рода новые Джейк и Элдридж) или съедая продукты Уолдена. Дженни, Алан и Берта перепутали его с Джейком при первой встрече. С момента первого появления на шоу, роль Барри постепенно становится всё более значимой. В 12-м сезоне Барри появляется лишь однажды.

### Мисс МакМартин
Мисс МакМартин (Мэгги Лоусон — 12 сезон) — социальный работник, которая занимается усыновлением Луиса в последнем сезоне. Уолден испытывает к ней влечение, которое ему трудно скрывать, так как он притворяется геем, чтобы усыновление прошло успешно. Мисс МакМартин сначала переспала с Аланом, а когда он вернулся к Линдси, с Уолденом. В одной из серий Алан спросил у мисс МакМартин, как её имя, но зрителям ответ не показали. Для того чтобы показать уважение к ней в присутствии Луиса, Алан и Уолден продолжают называть её мисс МакМартин.

## Незначительные персонажи
- Майра Мельник (Джуди Грир — 4 сезон) — сестра Херба и недолгий любовный интерес Чарли. Майра останавливается у Джудит с Хербом до их свадьбы, но из-за многочисленных конфликтов между ней и Джудит, Чарли приглашает её переехать к нему. Майра и Чарли переспали. Они расстаются на свадьбе Джудит и Херба, когда она рассказывает, что должна вернуться к своему жениху.
- Донна (Кимберли Куинн — 5 сезон) — подруга Алана в двух эпизодах. Они встретились на родительском собрании и стали встречаться. Донна познакомила Чарли со своей давней подругой Линдой. Алан расстается с ней после того, как почувствовал, что их отношения потеряли искру, но когда он узнаёт, что Донна планировал секс втроём он пытается помириться, но она отказывает.
- Джером (Майкл Кларк Дункан — 6 сезон) — сосед Харперов. Джером бывший футболист и отец бывшей подруги Джейка, Селесты. Джером защищает дочь от Джейка, но, в конце концов, даёт им своё благословение. Джером дружит с Чарли и Аланом, и даже проявляет при них свою мягкую сторону, когда плачет из-за того, что его дочь растёт слишком быстро. Джером и мать Селесты разведены.
- Крис МакЭлрой (Джадд Нельсон — 8 сезон) — бывший муж Линдси и отец Элдриджа. Крис изменял Линдси с няней их сына, за что был назван Хербом «легендой» их улицы. После того, как дом Линдси сгорел, Крис мирится с ней, несмотря на то, что она простила Алана. Несколько эпизодов позже Линдси снова расстаётся с Крисом и мирится с Аланом.
- Мисс Долорес Пастернак (Мисси Пайл — 2, 7, 9 сезоны и Алисия Уитт — 6 сезон) — школьная учительница Джейка, которая встречалась с Чарли.
- Найджел Пирс (Мэттью Марсден — 9 сезон) — бывший муж Зоуи, отец Эйвы. Зрителям не рассказывается, почему Зоуи и Найджел развелись, но они друг друга презирают. Они имеют совместную опеку над Эйвой. Найджел и Уолден встречались дважды, но так и не поладили.
- Джин (Джорджия Энджел — 9 сезон) — бисексуальная мать Линдси, новый любовный интерес и соседка по комнате Эвелин. Джин впервые появляется, когда Алан и Линдси приглашают своих матерей на ужин. В ту же ночь Эвелин и Джин переспали.
- Мисси (Майли Сайрус — 10 сезон) — старый друг семьи Уолдена, которая становится новой подругой Джейка на короткое время. Они расстаются, потому что Джейк влюбляется в неё, а она не испытывает ответных чувств к нему.
- Тэмми (Джейми Прессли — 10 сезон) — бывшая невеста Джейка, которая вдвое старше его. Они встретились через её офицера по условно-досрочному освобождению, и начали встречаться. У Тэмми трое детей от трёх разных мужчин. Парочка почти поженилась в Лас-Вегасе, но в итоге они отменили свадьбу. Они продолжали встречаться до конца сезона, пока Джейк не переспал с её старшей дочерью Эшли (Эмили Осмент). Когда Тэмми видит, что Джейк и Эшли хотят быть вместе, она даёт им своё благословение.
- Николь (Одетт Эннэбл — 11 сезон) — любовный интерес Уолдена и его бизнес-партнёр по запуску хай-тек компании.
- Джефф Пробст в роли себя (11 сезон) — сосед Уолдена и Алана.
- Майкл Болтон в роли себя (10, 12 сезоны) — друг Уолдена. Он присутствовал, когда Уолден делал предложение Зоуи, а позже, когда он женился на Алане, и оба раза пел песню «Когда мужчина любит женщину», хотя во второй раз, поменяв текст на «Когда мужчина любит другого мужчину».